# Terminalia carolinensis
Terminalia carolinensis är en tvåhjärtbladig växtart som beskrevs av Kanehira. Terminalia carolinensis ingår i släktet Terminalia och familjen Combretaceae. Inga underarter finns listade i Catalogue of Life.